# Episodi di Kids Incorporated (prima stagione)
La prima stagione della serie televisiva Kids Incorporated è stata trasmessa in anteprima negli Stati Uniti d'America in syndication tra il 1º settembre 1984 e il 1985.
| nº | Titolo originale       | Titolo italiano | Prima TV USA      | Prima TV Italia |
| -- | ---------------------- | --------------- | ----------------- | --------------- |
| 1  | Leader of the Pack     |                 | 1º settembre 1984 |                 |
| 2  | The Painter            |                 | 1984              |                 |
| 3  | The Angels             |                 | 1984              |                 |
| 4  | The Bully              |                 | 1984              |                 |
| 5  | The Prankster          |                 | 1984              |                 |
| 6  | Basket Case            |                 | 1984              |                 |
| 7  | The Ghost of the Place |                 | 1984              |                 |
| 8  | New Image              |                 | 1984              |                 |
| 9  | Go for the Gold        |                 | 1984              |                 |
| 10 | Robot Bop              |                 |                   |                 |
| 11 | Space Case             |                 |                   |                 |
| 12 | The Leprechaun         |                 |                   |                 |
| 13 | X Marks the Spot       |                 |                   |                 |
| 14 | Funny Money            |                 |                   |                 |
| 15 | School's for Fools     |                 |                   |                 |
| 16 | No Jockos              |                 |                   |                 |
| 17 | Superbike              |                 |                   |                 |
| 18 | She's So Shy           |                 | 1985              |                 |
| 19 | The Camp-Out Blues     |                 | 1985              |                 |
| 20 | Historical P*lace      |                 | 1985              |                 |
| 21 | Dance Palace           |                 | 1985              |                 |
| 22 | Her or Me              |                 | 1985              |                 |
| 23 | NASA Space Week        |                 | 1985              |                 |
| 24 | Basketball Blues       |                 | 1985              |                 |
| 25 | Siedah Garrett         |                 | 1985              |                 |
| 26 | Civic Day Parade       |                 | 1985              |                 |